# وزارة الشؤون الاجتماعية (السعودية)
 وزارة الشؤون الاجتماعية السعودية هي وزارة سعودية سابقة، دمجت مع وزارة العمل في 7 مايو 2016.

## التاريخ
نشأت وزارة الشؤون الاجتماعية بعد الفصل بينها وبين وزارة العمل وعملت لعدة سنوات بشكل منفصل قبل أن يعاد دمجها مع وزارة العمل تحت اسم وزارة العمل والتنمية الاجتماعية كانت الوزارة مسؤلة عن مجموعة من الأنشطة وهي : مكافحة التسول، التنمية الاجتماعية، الجمعيات التعاونية، الجمعيات الخيرية، الإرشاد الاجتماعي، الإعانات الاجتماعية، الطفولة والأيتام، رعاية المسنين، رعاية المعوقين، رعاية الأحداث، الحماية الاجتماعية، الضمان الاجتماعي ، ويتولى رئاستها الوزير الدكتور ماجد القصبي.
ويتكون الهيكل التنضيمي لوزارة الشؤون الاجتماعية من التالي:
وزير الشؤون الاجتماعية :
- مكتب الوزير.
- إدارة التعاون الدولي.
- إدارة العلاقات العامة والاعلام الاجتماعي.
- إدارة التخطيط والتطوير الإداري.
- الإدارة القانونية.
- إدارة المتابعة.

وكيل الوزارة للرعاية والتنمية الاجتماعية :
- الإدارة العامة لرعاية المعوقين وتأهيلهم.
- الإدارة العامة للرعاية والتوجيه الاجتماعي.
- الإدارة العامة لرعاية الأيتام.
- الإدارة العامة للجمعيات الخيرية.
- الإدارة العامة للجمعيات التعاونية.
- الإدارة العامة لتنمية المجتمع.
- الإدارة العامة للحماية الاجتماعية.
- الإدارة العامة للخدمات الطبية.
- إدارة الإعانات.
- إدارة المركز الوطني للدراسات والتطوير الاجتماعي.

وكيل الوزارة للضمان الاجتماعي والإسكان الشعبي : تم إنشاء الضمان الاجتماعي في عام 1382 هـ بالمراسيم الملكية رقم 18 و 19 في 1382 هـ بسن نظام الضمان الاجتماعي في المملكة العربية السعودية وتتولى تنفيذه مصلحة الضمان الاجتماعي ابتداء من العام المالي 1382- 1383 لتنظيم مساعدة الفئات الفقيرة والمحتاجة من الأسر والأفراد ورعايتهم المستمرة ضد الحاجة والعوز وليكفل لهم حدا أدنى من العيش الكريم ويوفر لهم حياة كريمة ويرفع عنهم ذل المسألة ويحفظ كرامتهم.
وفي عام 1395-1396 أصبح مسمى مصلحة الضمان الاجتماعي وكالة الوزارة لشؤون الضمان الاجتماعي، وقد باشر الضمان الاجتماعي تقديم خدماته للمستفيدين في بداياته الأولى عبر ثمانية وعشرين مكتبا، أما الآن فيتم تقديم هذه الخدمات عبر 94 مكتبا وهي موزعة حسب المناطق الإدارية الثلاث عشر.

## أهداف وزارة الشؤون الاجتماعية
- رسم السياسة العامة للشؤون الاجتماعية والعمالية في المملكة يسودها القيم والمبادئ الإسلامية.
- تخطيط البرامج والمشروعات والخدمات الاجتماعية وتنفيذها عن طريق دراسة الاحتياجات الاجتماعية ووضعها ضمن ترتيب الأولويات.
- الإسهام في توجيه التطور الاجتماعي في المملكة توجيهاً يهدف إلى رفع مستوى المواطنين وتحسين مستوى معيشتهم.
- النهوض بالمجتمعات المحلية في شتى انحاء المملكة باتباع أحدث الأساليب والمناهج العلمية
- الأهتمام بالجماعت لأنها جزءٌ لا يتجزأ من المجتمع ووسيلته في التأثير على الأفراد.
- العناية بالأفراد داخل المجتمع حتى يصبحوا قادرين على الاستجابة لأهداف الجماعة والمجتمع.[3]